# Ngiyono
Ngiyono is een bestuurslaag in het regentschap Blora van de provincie Midden-Java, Indonesië. Ngiyono telt 1074 inwoners (volkstelling 2010).